# Inge Konradi

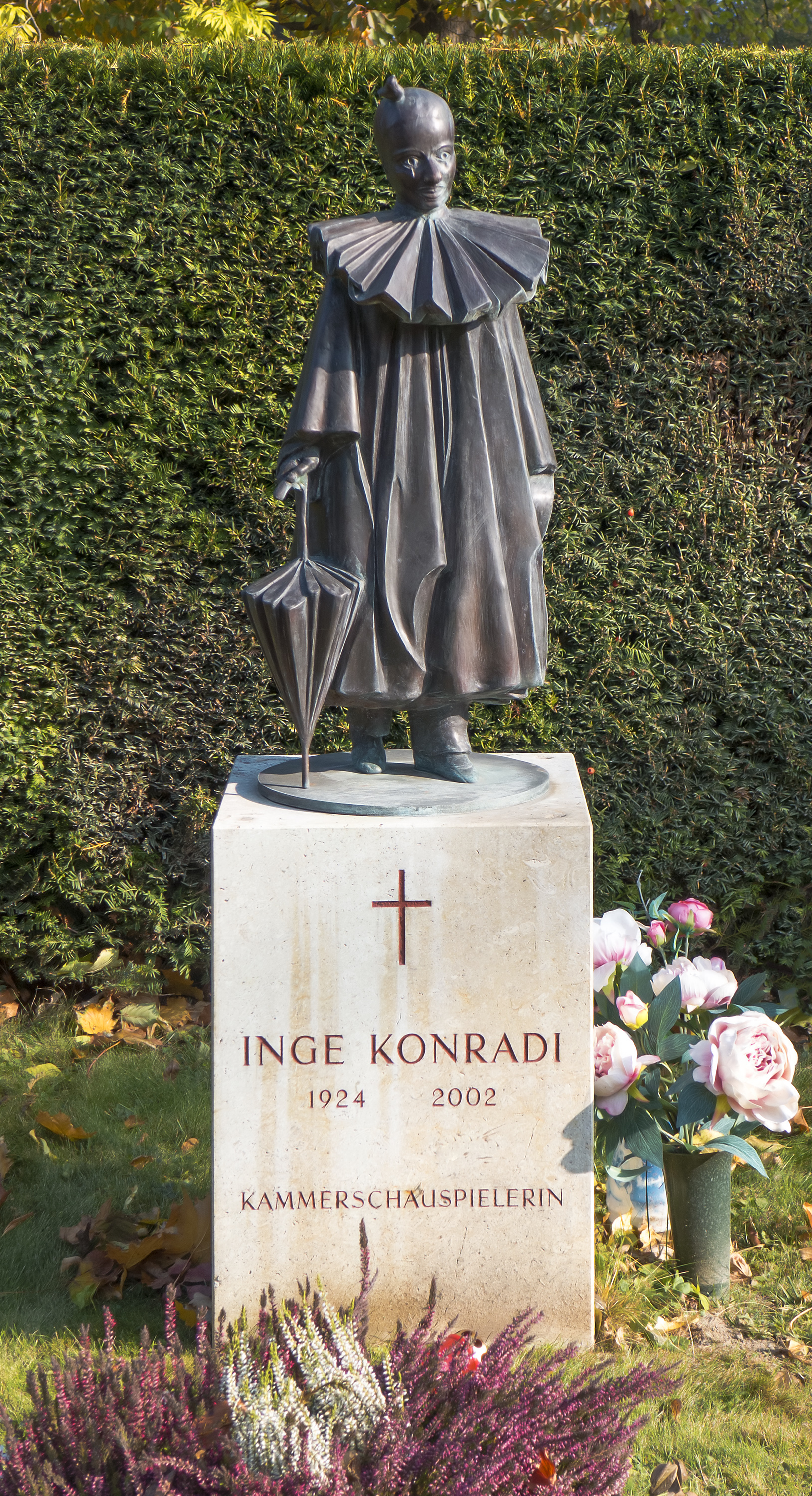
Konradis Grab auf dem Wiener Zentralfriedhof

Inge Konradi (* 27. Juli 1924 in Wien; † 4. Februar 2002 ebenda) war eine österreichische Filmschauspielerin, Kammer- und Theaterschauspielerin.

## Karriere
Inge Konradi studierte am Max Reinhardt Seminar in Wien und erhielt ihr erstes Engagement 1942 am Deutschen Volkstheater in Wien unter Walter Bruno Iltz, nachdem sie dort schon seit 1941 als Schauspielschülerin aufgetreten war. Sie spielte als Antrittsrolle die Franziska in Gotthold Ephraim Lessings Minna von Barnhelm, daraufhin in Gerhart Hauptmanns Die Jungfern vom Bischofsberg (1942) zum 80. Geburtstag des Dichters, Die heilige Johanna von George Bernard Shaw (1943, Regie: Günther Haenel), Ophelia in Shakespeares Hamlet (1944) und Ferdinand Raimunds Der Diamant des Geisterkönigs. Konradi stand 1944 in der Gottbegnadeten-Liste des Reichsministeriums für Volksaufklärung und Propaganda.
Auch nach dem Krieg war sie unter der Direktion von Günther Haenel am Volkstheater engagiert, unter anderem für Haben von Julius Hay (1945), Die Anuschka (1945, mit Josef Meinrad), Der Barometermacher auf der Zauberinsel von Ferdinand Raimund (1946), Gespenster von Henrik Ibsen (1946, mit Albert Bassermann), Die gefesselte Phantasie (1947) von Raimund und unter der Regie von Gustav Manker Johann Nestroys Kampl (1947), Zu ebener Erde und erster Stock (1948) und Der Talisman (1949) sowie die Jugend in Ferdinand Raimunds Der Bauer als Millionär (1948) an der Seite von Paul Hörbiger. 1948 spielte sie in der skandalisierten österreichischen Erstaufführung von Ödön von Horváths Geschichten aus dem Wiener Wald neben Karl Skraup als Zauberkönig die Marianne. Ihre Filmlaufbahn begann mit Triumph der Liebe und Singende Engel (beide 1947).
1951 kam sie ans Wiener Burgtheater, das sie 1992 zum Ehrenmitglied ernannte. Gemeinsam mit Josef Meinrad wirkte sie dort besonders in Stücken von Johann Nestroy. 1984 wurde Konradi der Theaterpreis Raimund-Ring, eine Auszeichnung im Gedenken an Ferdinand Raimund, verliehen. Einen weiteren Theaterpreis erhielt sie 1986, den Nestroy-Ring, der anlässlich des 175. Geburtstags von Nestroy gestiftet wurde. 1988 nahm sie ihre Lehrtätigkeit am Max-Reinhardt-Seminar auf. 1994 erhielt sie den Professorentitel.

## Privates
Konradi war mit dem österreichischen Bildhauer Wander Bertoni (1925–2019) verheiratet. Inge Konradi starb am 4. Februar 2002 im Alter von 77 Jahren an Krebs und wurde in einem Ehrengrab auf dem Wiener Zentralfriedhof (Gruppe 33 G, Nummer 31) beigesetzt. Im Jahr 2006 wurde in Wien-Floridsdorf (21. Bezirk) die Inge-Konradi-Gasse nach ihr benannt.

## Filmografie
- 1947: Triumph der Liebe
- 1947: Singende Engel
- 1948: Rendezvous im Salzkammergut
- 1948: Der himmlische Walzer
- 1949: Ein bezaubernder Schwindler
- 1949: Mein Freund Leopold (Mein Freund, der nicht nein sagen kann)
- 1950: Großstadtnacht
- 1951: Der alte Sünder
- 1952: Abenteuer in Wien
- 1953: Stolen Identity
- 1953: Zwiespalt des Herzens (Die Venus vom Tivoli)
- 1953: Muß man sich gleich scheiden lassen?
- 1956: Einen Jux will er sich machen (TV)
- 1956: Die Magd von Heiligenblut
- 1957: Der König der Bernina
- 1961: 100000 Dollar Belohnung (TV)
- 1962: Kaiser Joseph und die Bahnwärterstochter (TV)
- 1963: Liliom (TV)
- 1964: Der Verschwender
- 1964: Heinrich VI (TV)
- 1965: Othello, der Mohr in Wien (TV)
- 1977: Die früheren Verhältnisse (TV)
- 1981: Sommergäste (TV)
- 1997: Lamorte (TV)
- 1997: Single Bells (TV)
- 2000: O Palmenbaum (TV)